# Еріка Серра
Еріка Серра (англ. Erica Cerra, нар. 31 жовтня 1979, Ванкувер, Британська Колумбія, Канада) — канадська акторка. Найбільше відома ролями Джо Лупо в серіалі «Еврика», штучного інтелекту Алі та її творчині Бекки в серіалі «Сотня».

## Біографія
Серра народилася у Ванкувері, Британська Колумбія. Вона італійського походження. Почала займатися акторською діяльністю з раннього дитинства, приблизно у віці 6 або 7 років, спочатку з'явившись у канадському шоу KidZone, потім у численних рекламних роликах у дитинстві. У підлітковому віці вона зробила невелику перерву в акторській діяльності, щоб зняти відповідальність на знімальному майданчику.

## Кар'єра
Між 2001 і 2006 роками Серра виконувала гостьові ролі у телесеріалах: «Зоряний крейсер „Галактика“», «Секс в іншому місті», і «Таємниці Смолвіля». Її інші ролі включали: «4400», «Мертва зона», «Жнець» і «Мертві, як я», «Холодний загін» екшн-серіал про полювання на монстрів «Мисливці за нечистю», та серіал трилер про надприродне «Колекціонер». Вона також з'явилася у великих кінематографічних фільмах «Марнотратники життя», з Беном Аффлеком і Ребеккою Ромейн, а також з Веслі Снайпсом у «Блейд: Трійця».
У 2006 році вона знялася в кліпі на пісню Майкла Бубле «Save the Last Dance for Me». Того ж року отримала свою найуспішнішу роль, Джо Лупо в серіалі «Еврика» з 2006 по 2012 рік.
Вона з'явилася в «Сховище 13», «Притулок», «Надприродне», і «Мотив»(2014). Зіграла постійну роль у серіалі «Раш» і з'явилася в серіалі CW «Я — зомбі».
З'явилася у фіналі другого сезону серіалу CW «Сотня»(2015—2020), який вийшов в ефір 11 березня 2015 року. Вона зіграла головну антагоністку в третьому сезоні і повторила роль в епізоді четвертого сезону. Серра також зіграла Бекку, творця ALIE, у сюжетній лінії ретроспекції.

## Особисте життя
В листопаді 2010 одружилася з Раффаелем Фіоре. У травні 2012 народила дочку.

## Фільмографія
| Рік       |    | Українська назва                    | Оригінальна назва                                  | Роль             |
| --------- | -- | ----------------------------------- | -------------------------------------------------- | ---------------- |
| 1994      | с  | Дорослим вхід заборонено            | No Adults Allowed                                  | Моллі            |
| 2001      | с  | Мисливці за нечистю                 | Special Unit 2                                     | Мила дівчина     |
| 2003      | с  | Чорний пояс                         | Black Sash                                         | Дайвер           |
| 2003      | с  | Мертві, як я                        | Dead Like Me                                       | Ем Джей          |
| 2003      | с  | Джейк 2.0                           | Jake 2.0                                           | Сем              |
| 2004      | ф  | Адам і зло                          | Adam and Evil                                      | Івонн            |
| 2004      | с  | Неслухняні шматочки                 | Naughty Bits                                       | Виконавиця       |
| 2004—2006 | с  | Секс в іншому місті                 | The L Word                                         | Ута Рефсон       |
| 2004      | с  | Колекціонер                         | The Collector                                      | Вонні            |
| 2004      | ф  | Блейд: Трійця                       | Blade: Trinity                                     | Віксен Ваннейб   |
| 2004      | с  | Мертва зона                         | The Dead Zone                                      | Студентка        |
| 2004      | с  | Гафф                                | Huff                                               | Офіціантка       |
| 2005      | с  | Молоді леза                         | Young Blades                                       | Жисель           |
| 2005—2010 | с  | Таємниці Смолвіля                   | Smallville                                         | Адріана Томаз    |
| 2005      | с  | Таємниця нерозкритих злочинів       | Cold Squad                                         | Стефані Джонстон |
| 2005      | с  | 4400                                | The 4400                                           | Моллі Калдікотт  |
| 2006      | с  | Зоряний крейсер «Галактика»         | Battlestar Galactica                               | Мая              |
| 2006      | ф  | Марнотратники життя                 | Man About Town                                     | Сіла             |
| 2006—2012 | с  | Еврика                              | Eureka                                             | Джо Лупо         |
| 2008      | с  | Жнець                               | Reaper                                             | Ніколь Мандерс   |
| 2009      | с  | Сховище 13                          | Warehouse 13                                       | Джиліан Вітман   |
| 2009      | с  | Притулок                            | Sanctuary                                          | Емма Коррея      |
| 2010      | ф  | Персі Джексон та Викрадач блискавок | Percy Jackson & the Olympians: The Lightning Thief | Гера             |
| 2010      | ф  | Незнайомець                         | The Stranger                                       | Грейс Бішоп      |
| 2011      | ф  | Повстання проклятих                 | Rise of the Damned                                 | Брітт            |
| 2011—2019 | с  | Надприродне                         | Supernatural                                       | Робін/Дума       |
| 2012      | тф | Мега циклон                         | Mega Cyclone                                       | Керолін          |
| 2012      | тф | Дерево бажань                       | The Wishing Tree                                   | Кларисса         |
| 2014      | с  | Мотив                               | Motive                                             | Діана Торрес     |
| 2014      | с  | Раш                                 | Rush                                               | Лорел Берк       |
| 2014      | с  | Пакетна пропозиція                  | Package Deal                                       | Емма             |
| 2015      | ф  | Вбивця акул                         | Shark Killer                                       | Жасмін           |
| 2015—2020 | с  | Сотня                               | The 100                                            | Алі/Бекка        |
| 2015      | с  | Я — зомбі                           | iZombie                                            | Саша Арконі      |
| 2015      | тф | Ласкаво просимо додому              | Welcome Home                                       | Синтія           |
| 2017      | ф  | Могутні рейнджери                   | Power Rangers                                      | Місс Квон        |
| 2017      | с  | Люцифер                             | Lucifer                                            | Афіна Барнс      |
| 2019      | с  | Академія смерті                     | Deadly Class                                       | Місс Делука      |
| 2019      | ф  | Зловмисник                          | The Intruder                                       | Джиліан Річардс  |
| 2020      | с  | Мільйон дрібниць                    | A Million Little Things                            | Тара Саймон      |
| 2020—2021 | с  | Астронавти                          | The Astronauts                                     | Конні Ріверс     |
| 2021      | мф | Щоденник слабака                    | Diary of a Wimpy Kid                               | Сьюзан Геффі     |
| 2021—2023 | с  | Ненсі Дрю                           | Nancy Drew                                         | Джин Розаріо     |
| 2022      | мф | Щоденник слабака: Правила Родріка   | Diary of a Wimpy Kid: Rodrick Rules                | Сьюзан Геффі     |
| 2022      | с  | Сімейна юрфірма                     | Family Law                                         | Луїза            |
| 2022      | с  | Хороший лікар                       | The Good Doctor                                    | Аманда           |
| 2023      | мф | Щоденник слабака: Різдво у хатині   | Diary of a Wimpy Kid: Rodrick Rules                | Сьюзан Геффі     |
| 2023      | тф | Таємниця на Омеловому провулку      | Mystery on Mistletoe Lane                          | Гейді Вікс       |